# Адам Телегди
Адам Телегди (мађ. Telegdy Ádám; Будимпешта, 1. новембар 1995) мађарски је пливач чија ужа специјалност су трке леђним стилом. Национални је првак и учесник светских и европских првенстава и Олимпијских игара. 

## Спортска каријера
Телегди је дебитовао на међународној сцени на европском првенству у Лондону 2016, где је најбољи резултат постигао у квалификацијама трке на 200 леђно у којима је заузео осмо место, али није успео да се пласира у полуфинале пошто је био тек трећи мађарски пливач у тој трци. Недуго потом је успео да се квалификује за наступ на Летњим олимпијским играма, које су три месеца касније одржане у бразилском у Рију. У Рију је Телегди пливао у квалификацијама на 200 леђно, а његово време од 1:59,09 мину та је био довољан за 19. место. Годину је окончао наступом на светском првенству у малим базенима у канадском Виндзору.
На светским првенствима у великим базенима је дебитовао у Будимпешти 2017, наступио је у две трке, а најбољи резултат је постигао на 200 леђно где је успео да се пласира у полуфинале које је окончао на укупно деветом месту. Две године касније, на првенству у корејском Квангџуу 2019. успео је да се пласира у финале трке на 200 леђно које је окончао на седмом месту.  